# Södermanlands runinskrifter 90
Södermanlands runinskrifter 90 är en vikingatida runsten i Lövhulta i Hammarby socken, en knapp kilometer nordväst om kyrkan och i Eskilstuna kommun i Södermanland. Den är av rödaktig granit, och 180 cm hög, 70–100 cm bred och 12–70 cm tjock. Runhöjden är 8–10 cm. Ristningsytan vetter mot vägen. Den står inte på sin ursprungliga plats. Runstenen hittades i en åker 1888 med runsidan nedåt och sprängdes då i sex klyftor, eftersom den var i vägen för jordbruket. År 2018 flyttades stenen till rondellen på Mälarvägen i Lövhulta.

## Inskriften
Translitterering av runraden:
: atuitr : raisti : stein ... at : aisi : faþur : sin : þrutaʀ : þiakn :
Normalisering till runsvenska:
Andvettr ræisti stæin ... at Æist(?)/Æsi(?), faður sinn, þrottaʀ þiagn.
Översättning till nusvenska:
Andvät reste sten (denna) efter Est, sin fader, en kraftkarl.

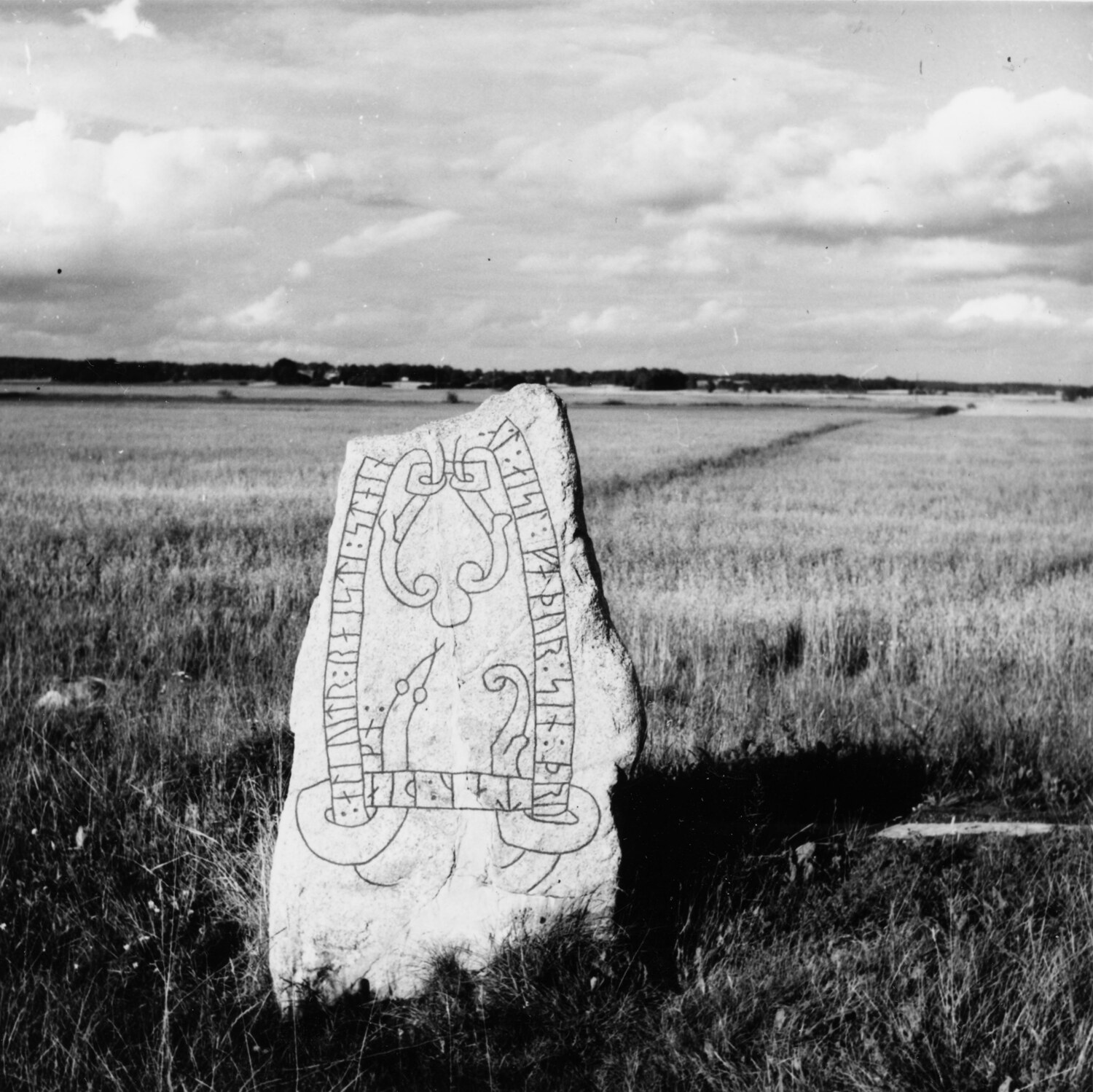
År 1958 stod runstenen kvar på västra sidan vägen Eskilstuna-Sundbyholm.

Uttrycket þrutaR þiakn, som Brate översätter med "en kraftkarl", finns även i Sö 112, Sö 151 och Sö 170. Se vidare Tegn.